# Deurne (Brabant flamand)
Pour les articles homonymes, voir Deurne (homonymie).
Deurne est une section de la ville belge de Diest située en Région flamande dans la province du Brabant flamand. C'était une commune à part entière avant la fusion des communes de 1977.

## Évolution démographique
- Sources : INS, Rem. : 1831 jusqu'en 1970 = recensements, 1976 = nombre d'habitants au 31 décembre.